# World Series of Poker Europe 2018
Le World Series of Poker Europe 2018 (WSOPE) si sono tenute dal 9 ottobre al 2 novembre al King's Casino di Rozvadov in Repubblica Ceca. Si è trattato della 10ª edizione delle WSOPE.
Sono stati assegnati 10 braccialetti delle World Series of Poker. Il torneo principale, ossia il € 10.350 No Limit Hold'em Main Event è stato vinto dal britannico Jack Sinclair.

## Eventi
| Evento | Nome                                         | Iscritti | Vincitore      | Premio (€) | Ultimo giocatore eliminato |
| ------ | -------------------------------------------- | -------- | -------------- | ---------- | -------------------------- |
| 1      | € 550 Colossus                               | 2.992    | Tamir Segal    | 203820 €   | Wojciech Wyrebski          |
| 2      | € 1.650 No Limit Hold'em 6-Handed Deepstack  | 221      | Asi Moshe      | 82280 €    | Robert Schulz              |
| 3      | € 550 Pot Limit Omaha 8-Handed               | 572      | Hanh Tran      | 59623 €    | Oleg Pavlyuchuk            |
| 4      | € 1.100 No Limit Hold'em Turbo Bounty Hunter | 387      | Mykhailo Gutyi | 61000 €    | Florian Sarnow             |
| 5      | € 1.100 Monster Stack                        | 666      | Timur Margolin | 134407 €   | Raul Villarroel            |
| 6      | € 1.650 Mixed PLO/NLHE                       | 241      | Norbert Szecsi | 86956 €    | Shaun Deeb                 |
| 7      | € 2.200 Pot Limit Omaha 8-Handed             | 187      | Anson Tsang    | 91730 €    | Ilya Bulychev              |
| 8      | € 25.500 Super High Roller                   | 133      | Michael Addamo | 848702 €   | Christian Rudolph          |
| 9      | € 100.000 King's Super High Roller           | 95       | Martin Kabrhel | 2624340 €  | David Peters               |
| 10     | € 10.350 Main Event                          | 534      | Jack Sinclair  | 1122239 €  | Laszlo Bujtas              |

### Main Event
| Posizione | Nome            | Premio (€) |
| --------- | --------------- | ---------- |
| 1         | Jack Sinclair   | 1122239 €  |
| 2         | Laszlo Bujtas   | 693573 €   |
| 3         | Krasimir Yankov | 480028 €   |
| 4         | Ryan Riess      | 337778 €   |
| 5         | Milos Skrbic    | 241718 €   |
| 6         | Ihor Yerofieiev | 175965 €   |
| 7         | Koray Aldemir   | 130350 €   |
| 8         | Bulcsu Lukacs   | 98287 €    |